# Lago Crescent
El lago Crescent es un lago en el condado de Clallam, Washington. Originalmente se llamaba el lago lago Everett. Con una profundidad máxima de agua de 190 m, es uno de los lagos más profundos de Washington. También es el segundo lago más grande de Washington. El lago desemboca en el estrecho de Juan de Fuca a través del río Lyre. Muy cerca se encuentra el asentamiento de Piamonte.
El lago Crescent es un popular destino de recreación local en el parque nacional Olympic para excursionistas, kayakistas, turistas y pescadores. Es visitada sobre todo en verano y en otoño. El lago Crescent está rodeado de numerosas rutas de senderismo, incluida la Spruce Railroad Trail. Se sigue el trazado de una antigua línea de ferrocarril y también se puede ver la entrada a un túnel por el que pasaba el tren. Sin embargo, la ruta de senderismo conduce por el exterior.

## Orígenes
El lago se formó cuando los glaciares excavaron profundos valles en la roca de esta región durante la Última Edad de Hielo. Como resultado, el lago Crescent se parece mucho a un fiordo y alcanza también una gran profundidad. 
Algunos geólogos sugieren que el lago Crescent y el cercano lago Sutherland eran originalmente el mismo lago, que fueron luego separados por un deslizamiento de tierra causada por un terremoto o varios terremotos muy grandes. Esa teoría está también respaldada por una leyenda nativa de la tribu de los Klallam, nativos del lugar, que sitúa el acontecimiento hace aproximadamente 10 000 años.

## Ecosistema
El lago Crescent tiene aguas cristalinas azules de una claridad sobresaliente. Esto se debe a la falta de nitrógeno en el agua del lago, lo que impide que crezcan las algas en ese lugar.
Existen tres especies endémicas de peces en el lago, Oncorhynchus mykiss irideus, trucha de garganta cortada y una especie de pescado blanco. Cabe destacar que no hay peces provenientes del estrecho de Juan de Fuca. Esos peces no pueden entrar en el lago, porque las cataratas del río Lyre las hacen intransitables para los peces que migran río arriba en dirección al lago.